# Percy Carr
Pour les articles homonymes, voir Carr.
Percy Carr, né le 25 août 1873 à Kingston upon Thames (Angleterre), et mort le 22 novembre 1926 à Saranac Lake (État de New York), est un acteur britannique, actif aux États-Unis pendant la période du muet. Également acteur de théâtre, Percy Carr fut actif à Broadway (New York) entre 1919 et 1924.

## Filmographie partielle
- 1922 :  La Nuit mystérieuse (One Exciting Night) de D. W. Griffith
- 1923 : The Ragged Edge de F. Harmon Weight
- 1923 : Vincennes d'Edwin L. Hollywood